# Leun op mij
"Leun op mij" is een nummer van de Nederlandse zangeres Ruth Jacott. Het nummer verscheen op haar album Vals verlangen uit 1999. Op 5 maart van dat jaar werd het nummer uitgebracht als de eerste single van het album.

## Achtergrond
"Leun op mij" is geschreven door Jo Lemaire, Paskal Jakobsen en Winfried Kicken en geproduceerd door Humphrey Campbell. In 1998 werd het nummer voor het eerst opgenomen door Sabien Tiels, die het uitbracht op single. Een jaar later zette zij het tevens op haar album Ik ben ik. In het nummer biedt de ik-persoon steun aan iemand die dat nodig heeft. Vanwege het onderwerp wordt het nummer vaak gespeeld tijdens uitvaarten.
Jacott ziet "Leun op mij" als haar grootste hitsucces. Zij vertelde hierover: "[Het] is het meest gestreamd en wordt het vaakst aangevraagd bij optredens, maar dat had ik zelf nooit gedacht. Elke week krijg ik het verzoek om het te zingen en het verbaast me oprecht dat mensen zoveel kracht uit dat nummer halen." De single behaalde de elfde plaats in de Nederlandse Top 40 en de dertiende plaats in de Mega Top 100. Het nummer werd in 2012 in The Passion gezongen door Berget Lewis.
Het nummer "Leun op mij" verscheen in 2021 ook in het Engels onder de titel "Lean on Me", gezongen door zangeres Blackbird als ode aan Ruth Jacott.

## Hitnoteringen

### Nederlandse Top 40
| Hitnotering: 27-03-1999 t/m 05-06-1999 | Hitnotering: 27-03-1999 t/m 05-06-1999 | Hitnotering: 27-03-1999 t/m 05-06-1999 | Hitnotering: 27-03-1999 t/m 05-06-1999 | Hitnotering: 27-03-1999 t/m 05-06-1999 | Hitnotering: 27-03-1999 t/m 05-06-1999 | Hitnotering: 27-03-1999 t/m 05-06-1999 | Hitnotering: 27-03-1999 t/m 05-06-1999 | Hitnotering: 27-03-1999 t/m 05-06-1999 | Hitnotering: 27-03-1999 t/m 05-06-1999 | Hitnotering: 27-03-1999 t/m 05-06-1999 | Hitnotering: 27-03-1999 t/m 05-06-1999 | Hitnotering: 27-03-1999 t/m 05-06-1999 |
| Week                                   | 1                                      | 2                                      | 3                                      | 4                                      | 5                                      | 6                                      | 7                                      | 8                                      | 9                                      | 10                                     | 11                                     |                                        |
| -------------------------------------- | -------------------------------------- | -------------------------------------- | -------------------------------------- | -------------------------------------- | -------------------------------------- | -------------------------------------- | -------------------------------------- | -------------------------------------- | -------------------------------------- | -------------------------------------- | -------------------------------------- | -------------------------------------- |
| Positie                                | 26                                     | 16                                     | 11                                     | 11                                     | 16                                     | 20                                     | 25                                     | 28                                     | 36                                     | 37                                     | 38                                     | uit                                    |

### Mega Top 100
| Hitnotering: 13-03-1999 t/m 26-06-1999 | Hitnotering: 13-03-1999 t/m 26-06-1999 | Hitnotering: 13-03-1999 t/m 26-06-1999 | Hitnotering: 13-03-1999 t/m 26-06-1999 | Hitnotering: 13-03-1999 t/m 26-06-1999 | Hitnotering: 13-03-1999 t/m 26-06-1999 | Hitnotering: 13-03-1999 t/m 26-06-1999 | Hitnotering: 13-03-1999 t/m 26-06-1999 | Hitnotering: 13-03-1999 t/m 26-06-1999 | Hitnotering: 13-03-1999 t/m 26-06-1999 | Hitnotering: 13-03-1999 t/m 26-06-1999 | Hitnotering: 13-03-1999 t/m 26-06-1999 | Hitnotering: 13-03-1999 t/m 26-06-1999 | Hitnotering: 13-03-1999 t/m 26-06-1999 | Hitnotering: 13-03-1999 t/m 26-06-1999 | Hitnotering: 13-03-1999 t/m 26-06-1999 | Hitnotering: 13-03-1999 t/m 26-06-1999 | Hitnotering: 13-03-1999 t/m 26-06-1999 |
| Week                                   | 1                                      | 2                                      | 3                                      | 4                                      | 5                                      | 6                                      | 7                                      | 8                                      | 9                                      | 10                                     | 11                                     | 12                                     | 13                                     | 14                                     | 15                                     | 16                                     |                                        |
| -------------------------------------- | -------------------------------------- | -------------------------------------- | -------------------------------------- | -------------------------------------- | -------------------------------------- | -------------------------------------- | -------------------------------------- | -------------------------------------- | -------------------------------------- | -------------------------------------- | -------------------------------------- | -------------------------------------- | -------------------------------------- | -------------------------------------- | -------------------------------------- | -------------------------------------- | -------------------------------------- |
| Positie                                | 88                                     | 39                                     | 21                                     | 16                                     | 13                                     | 15                                     | 17                                     | 22                                     | 26                                     | 26                                     | 35                                     | 35                                     | 49                                     | 57                                     | 64                                     | 95                                     | uit                                    |

### NPO Radio 2 Top 2000
| Nummer met noteringen in de NPO Radio 2 Top 2000 | '05  | '06 | '07  | '08  | '09  | '10  | '11  | '12  | '13  | '14  |
| ------------------------------------------------ | ---- | --- | ---- | ---- | ---- | ---- | ---- | ---- | ---- | ---- |
| Leun op mij                                      | 1612 | 965 | 1357 | 1670 | 1221 | 1239 | 1200 | 1386 | 1285 | 1496 |

1. ↑  Een vetgedrukt getal geeft de hoogste notering aan.
2. ↑  2005 was het eerste jaar met een notering voor dit nummer.
3. ↑  Deze tabel is bijgewerkt tot en met de laatste editie (2024).